# Imre Bródy

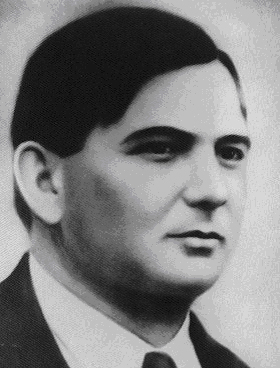
Imre Bródy

Imre Bródy (* 23. Dezember 1891 in Gyula, Ungarn; † 20. Dezember 1944 in Mühldorf am Inn) war ein ungarischer Physiker.
Er studierte Physik in Budapest und schrieb seine Doktorarbeit über die chemische Konstante der aus einem Atom bestehenden Gase. 
Er arbeitete dann zuerst als Lehrer und wurde dann Assistent des Lehrstuhls für praktische Physik und beschäftigte sich mit spezifischer Wärme und mit Molekularwärme. Ab 1920 war er Assistent von Max Born in Göttingen, wo sie gemeinsam die dynamische Theorie der Kristalle aufstellten. 
1923 kehrte er nach Ungarn zurück und arbeitete als Ingenieur in der Fabrik Tungsram, wo er 1930 das Argon in Glühlampen durch Krypton ersetzte. Sie arbeiteten auch ein Verfahren aus, wie Krypton aus Luft gewonnen werden kann. 1937 begann die Produktion von Krypton-Lampen in Ajka.
Nach der deutschen Okkupation Ungarns wurde Bródy als Jude zunächst im Waldlager interniert, dann am 11. November 1944 in das KZ-Außenlager Mettenheim, im Landkreis Mühldorf am Inn, überstellt, wo er starb. 